# Buick City
Buick City was een groot automobielassemblagecomplex van General Motors in Flint (Michigan) in de Verenigde Staten. De site werd geopend in 1904 maar werd pas in 1984 bekend als Buick City. In 1999 werd het complex gesloten en in 2002 afgebroken. Buick City was GM's laatste assemblagefabriek in de stad Flint die ooit een van dé autocentra van de VS was.

## Geschiedenis
De fabriek werd in 1904 geopend voor het toen nog onafhankelijke automerk Buick. Sommige delen van het complex werden gebouwd door andere merken en door toeleveranciers. In de jaren 1980 bereikte het aantal werknemers een piektotaal van 28.000. In die periode was de fabriek onderwerp van een experiment om de productiesnelheid van de Japanse automerken bij te halen. Verschillende fabrieken werden samengevoegd en kregen de gezamenlijke naam Buick City. Dat moest de grootsheid van de Amerikaanse auto-industrie beklemtonen maar de poging faalde aangezien GM's marktaandeel ten opzichte van de Japanse merken bleef dalen. De fabriek ging dicht op 29 juni 1999. De laatste modellen die van de assemblagelijn kwamen waren de Buick LeSabre en de Pontiac Bonneville. In maart 2002 ging het complex onder de sloophamer. In 2007 raakte bekend dat een investeringsgroep geïnteresseerd is in het terrein om er een autodistributiecentrum van te maken.

## Gebouwde modellen
| Afbeelding | Model              | Periode |
| ---------- | ------------------ | ------- |
|            | Buick LeSabre      | ?-1999  |
|            | Pontiac Bonneville | ?-1999  |

## Culturele Referenties
- De Old 97's hebben een nummer geschreven dat zich afspeelt in deze regio genaamd Buick City Complex.